# Сандра, Сиссе
Сиссе́ Сандра́ (нидерл. Cisse Sandra; родился 16 декабря 2003) — бельгийский футболист, полузащитник клуба «Брюгге».

## Клубная карьера
Начал футбольную карьеру в академии «Зюлте-Варегем», после чего присоединился к молодёжной команде «Брюгге».
17 июля 2021 года дебютировал в основном составе «Брюгге» в матче на Суперкубок Бельгии против «Генка», выйдя на замену Ноа Лангу. 4 декабря 2021 года дебютировал в высшем дивизионе чемпионата Бельгии, выйдя в стартовом составе «Брюгге» в матче против «Серена» и отметился забитым мячом.
22 августа 2023 года перешёл на правах аренды в нидерландский «Эксельсиор».
4 июля 2024 года был арендован клубом «Виллем II» до середины 2025 года. 10 августа дебютировал за клуб в гостевом матче Эредивизи против «Фейеноорда».

## Карьера в сборной
Выступал за сборные Бельгии до 17 и до 19 лет.

## Достижения
- Обладатель Суперкубка Бельгии: 2021